# アメリカ国立公文書記録管理局

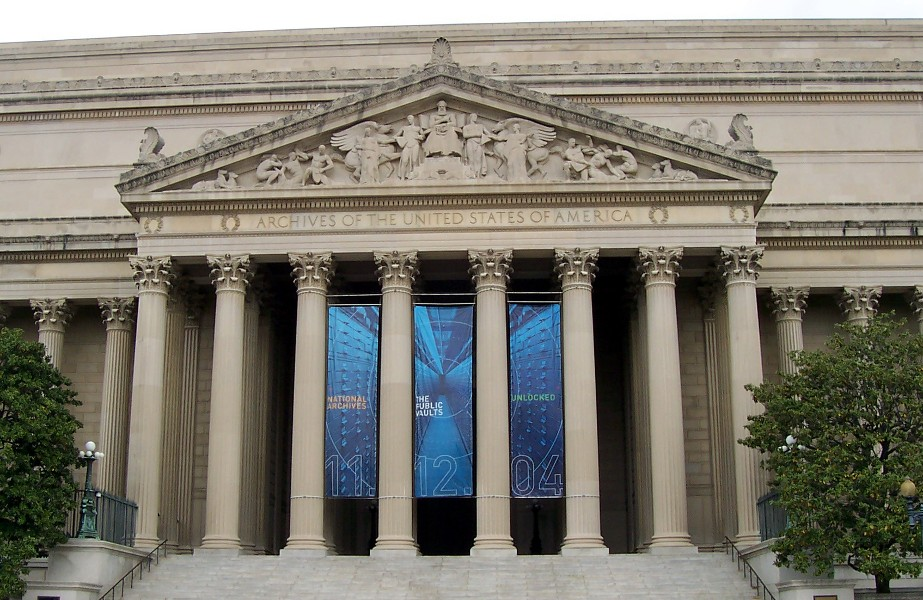
ワシントンD.C.の本館

国立公文書記録管理局（こくりつこうぶんしょきろくかんりきょく、英語: National Archives and Records Administration、以下NARAと表記する）は、アメリカ合衆国政府の書類と歴史的価値のある資料を保存する公文書館。米国連邦政府下の独立機関である。NARAには米議会の決議書、大統領の布告や行政命令、連邦行政規則集などを発行する義務がある。近年増えてきた一般市民の資料閲覧の監督、複写や現像などの複製サービスも行っている。また学者達が研究しやすいよう取り計らうのも役割の一つである。
保管所自体は全国に33箇所置かれており、本館と運営部門はワシントンD.C.にある。

## 歴史

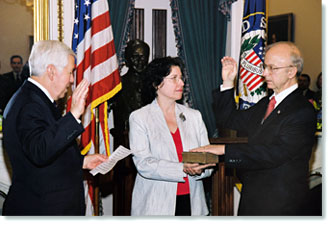
聖書を手に宣誓する9代目合衆国アーキビスト アレン・ワインシュタイン (右)

元来、連邦政府の省庁や機関はそれぞれ各自で資料を保管することになっていたが、紛失や破損がたびたびあった。連邦議会は連邦政府の記録・保存を中央に集めて一本化するため、1934年に国立公文書施設を創立し、その長官を合衆国アーキビスト (米公文書最高責任者 英:Archivist of the United States) に任命した。
長官は、連邦政府各機関からNARAへ移管命令が出せる権限を持つ。その後1949年に共通役務庁に組み込まれたが、1985年に現在の独立機関 (NARA) となった。
連邦政府が作成したものは、著作権の保護を受けないことになっているため、NARAに保管される資料は、ほとんどがパブリック・ドメインに属する。しかし一部の資料は連邦政府以外の場所からNARAに移されたものであり、著作権や寄贈側との契約に守られている。 NARAは国家機密文書を保管し、NARAに属する情報安全保障監督局は、連邦政府の秘密区分システムの方針決定と監視を担当している。

## 所蔵品
NARAの資料は紙、マイクロフィルム、航空写真、静止画（スチル写真）、動画映像、（映画フィルムやビデオ、レコード)、電子メディア(CDなど)といった形態がある。公式サイトによれば、2021年現在全米33箇所のNARAには、40億枚以上の公文書、約30万本の映像フィルム、500万枚以上の地図・表・設計図、20万件以上の音声・ビデオ記録、900万枚以上の航空写真、約1400万枚のスチル写真やポスター、約7600セットのコンピュータ・データが保存されている。
所蔵品はすべて、作成時の関連政府部門や機関を反映した記録グループ(RG : Record Groups)で分類され、特別な目的で収集・寄付されたコレクションについては記録グループではなくコレクション番号で管理されている。莫大な資料がある記録グループやコレクションはシリーズごとに分けられている。また資料の整理や調査を楽にするために、複数のシリーズや記録グループにまたがってファイル・ユニット番号がついたものもある。
NARAは、本館・分館・地域資料館・大統領図書館の資料をオンラインで誰もが検索・閲覧できるアーカイブ・リサーチ・カタログ（ARC）のプロジェクトを進行中で、2021年現在、所蔵物の約50%のデータが入力されている。所蔵品、シリーズ、コレクション、ファイル・ユニットすべてにARC番号があてられており、以前より管理・検索がしやすくなった。かつて導入されていたアーカイブ・インフォメーション番号(NAIL)からARC番号に移行している。しかしデータベースに情報は入っていても、資料のマイクロフィルム化やデジタル化はまだほんの一部しか終わっておらず、オンラインで閲覧できる資料は全体のごく一部である。
2006年2月24日 NARAはグーグルと共同して、NARA所蔵の動画をデジタル化して無償でオンライン閲覧できるプログラムを発表した。NARAが持つ最古の動画である1894年のスペイン舞踊と日本の川下りの映像、クラーク・ゲーブルの入隊などハリウッド有名人の軍隊活動を報道する1942年のプロパガンダ・ニュース、1969年の月面着陸ドキュメンタリーなど、動画の閲覧が可能となった。
NARAで最も頻繁に請求される資料は、移民の国らしく家系図の調査と作成に使用されるものが多い。例えば1790年から1930年までの米国国勢調査、移民船やその乗船名簿、帰化(市民権)申請書といったものである。軍の在籍記録は、先祖について調べるために家系図資料として請求する一般人と、退役軍人の優遇措置などを受けるために自身の軍歴証明書として請求する元軍関係者によって利用される。研究者や家系図作成者のみならず、歴史に興味のある一般人にとっても非常に興味深い資料が多く保存されている。
NARA所蔵品の例

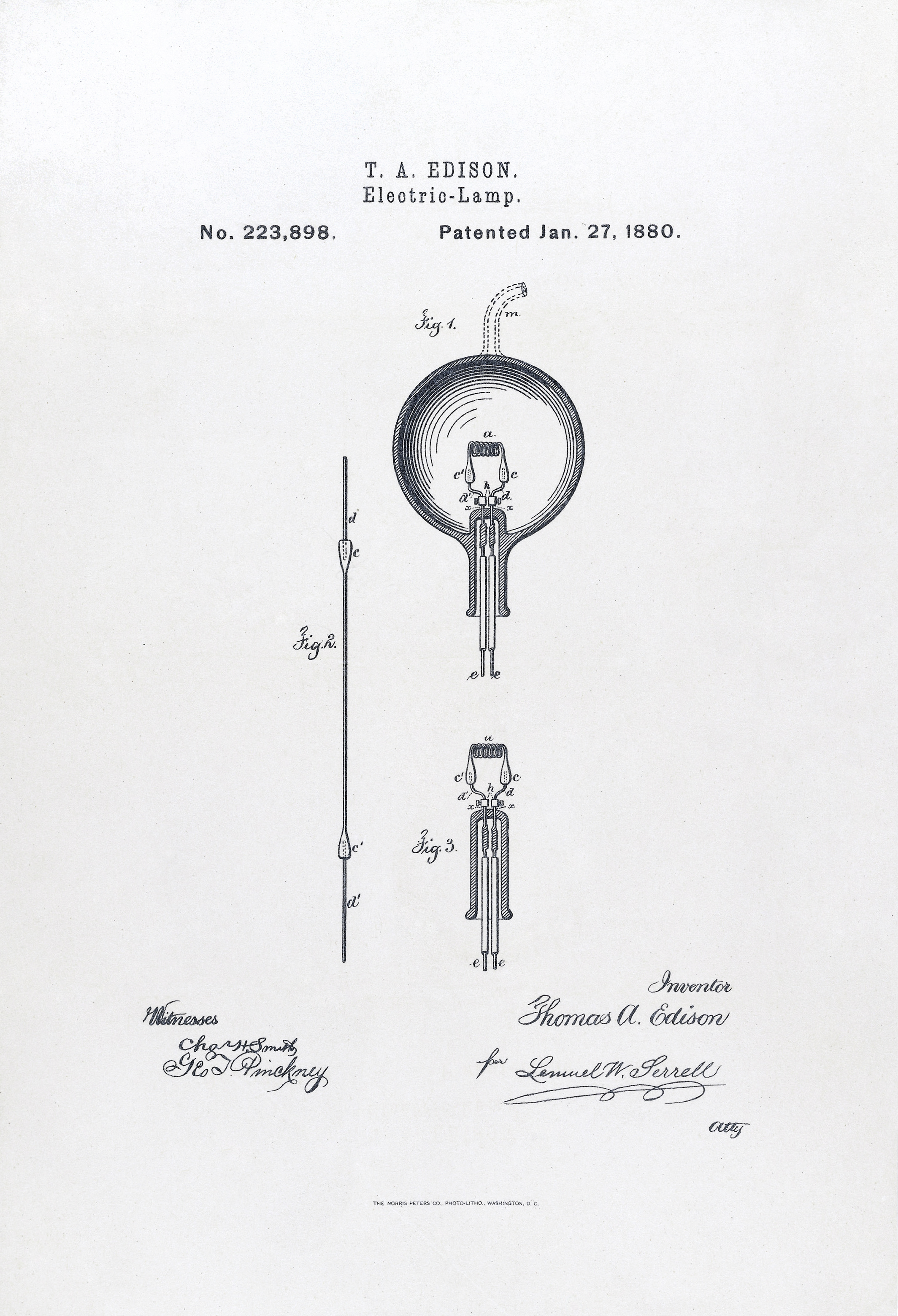
1880年 トーマス・エジソンの特許申請書
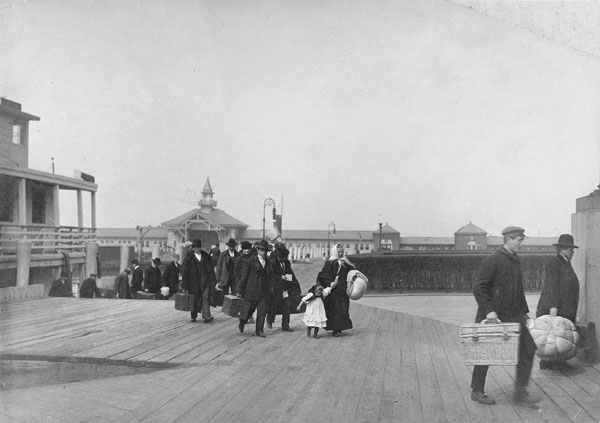
1900年頃、エリス島に到着した移民達
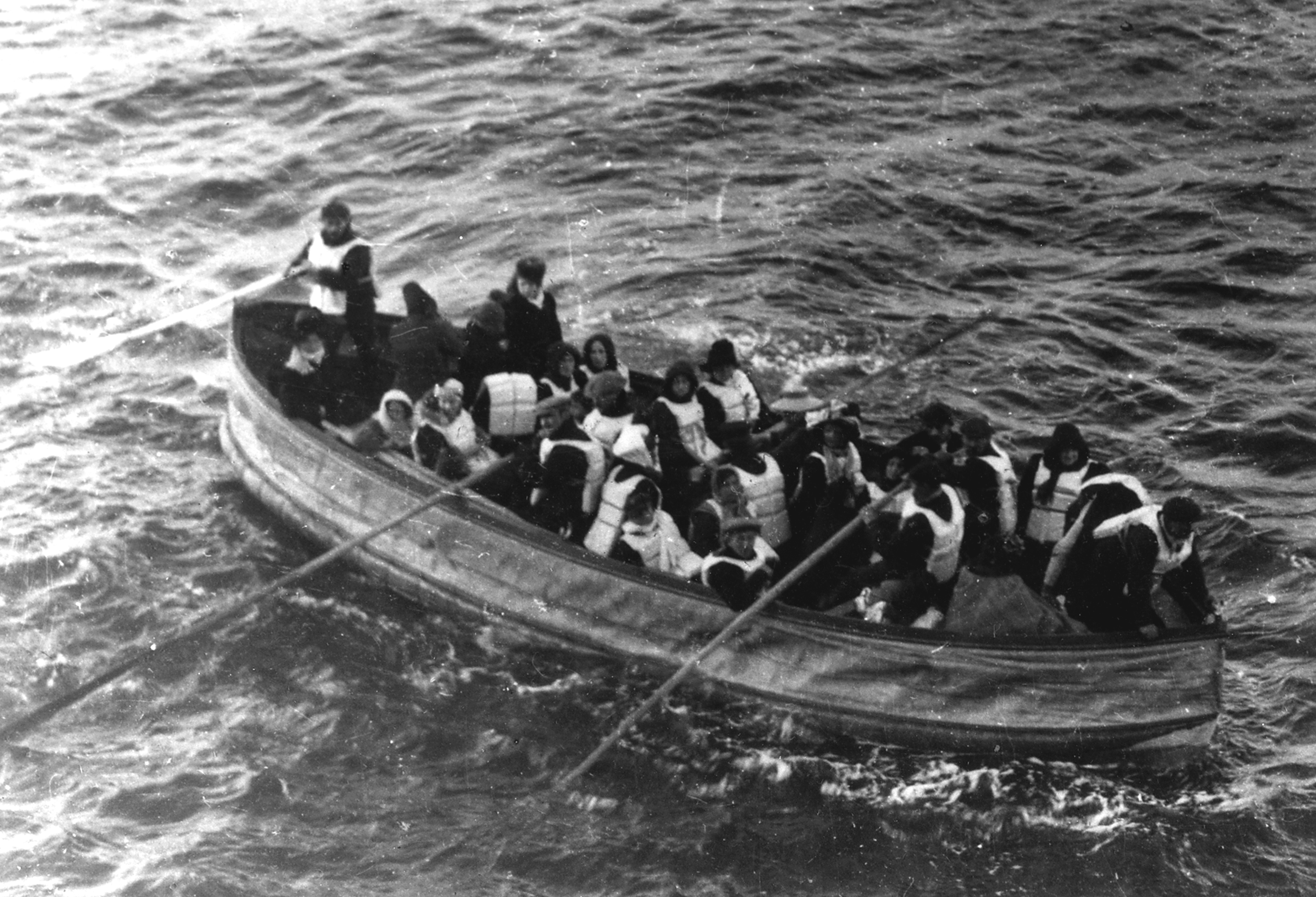
1912年 救助船に辿りついたタイタニック号の最後の救命ボート
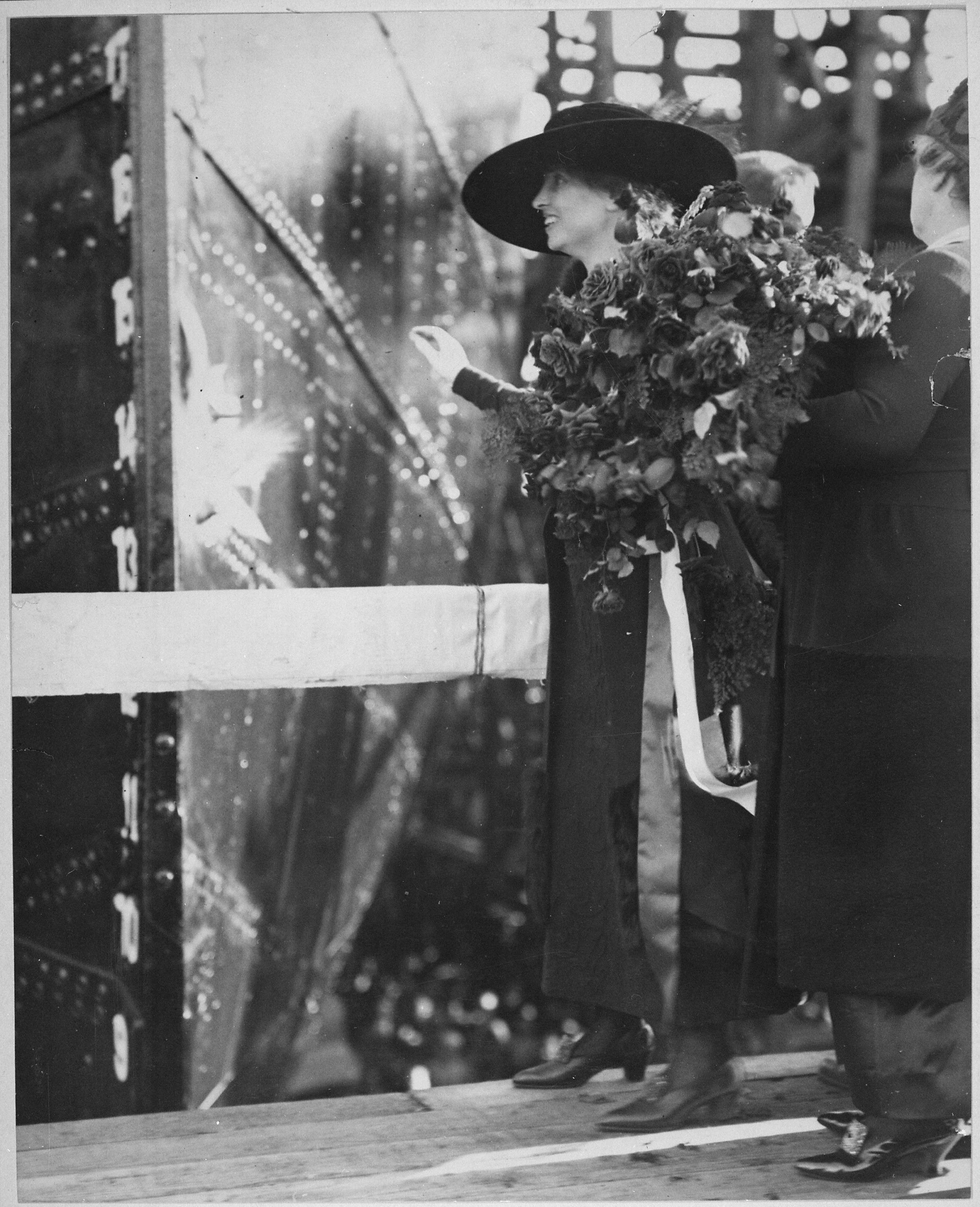
1918年頃のヘレン・ケラー。戦時輸送船の命名式にて。
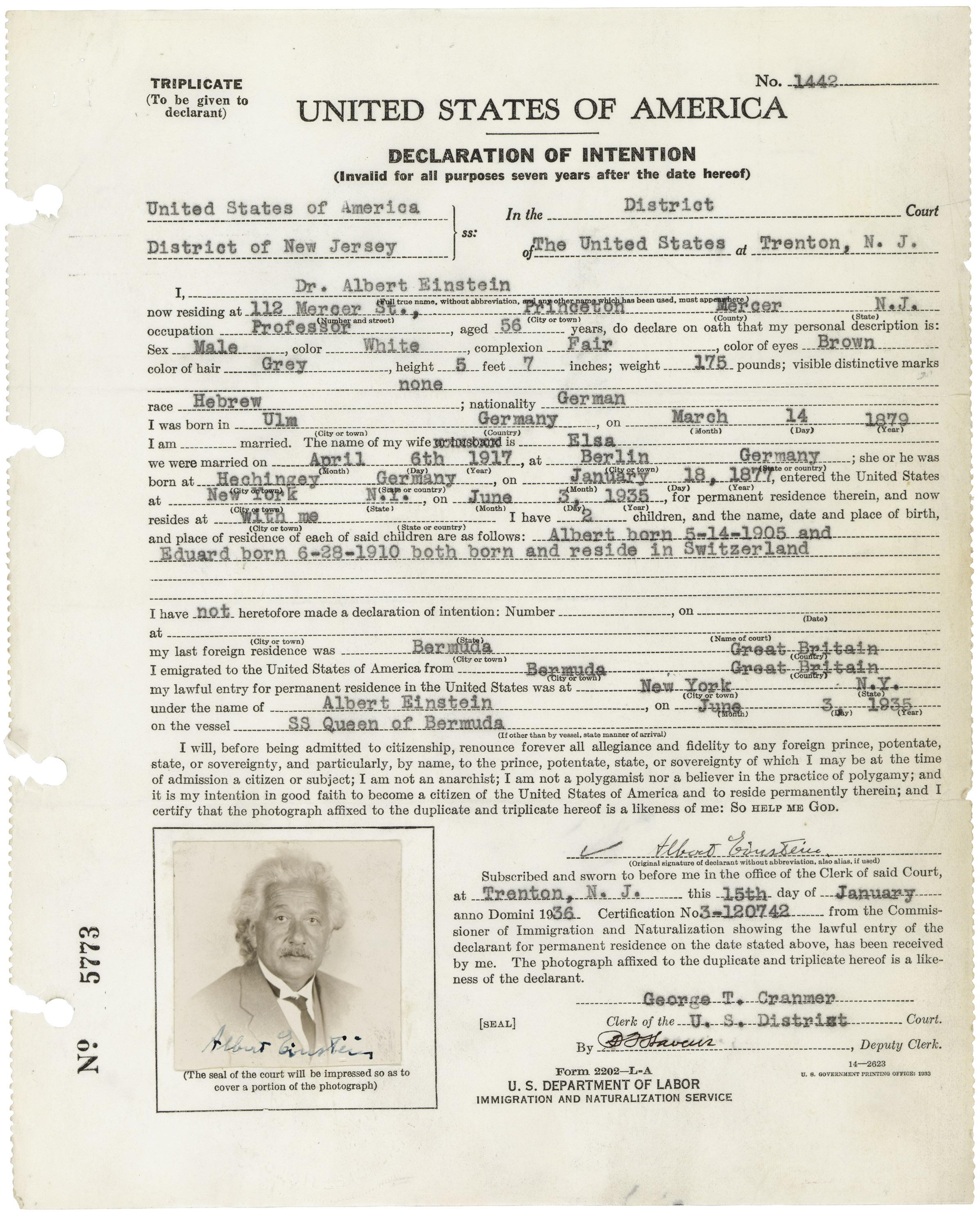
1940年に提出されたアインシュタインの米国帰化申請書
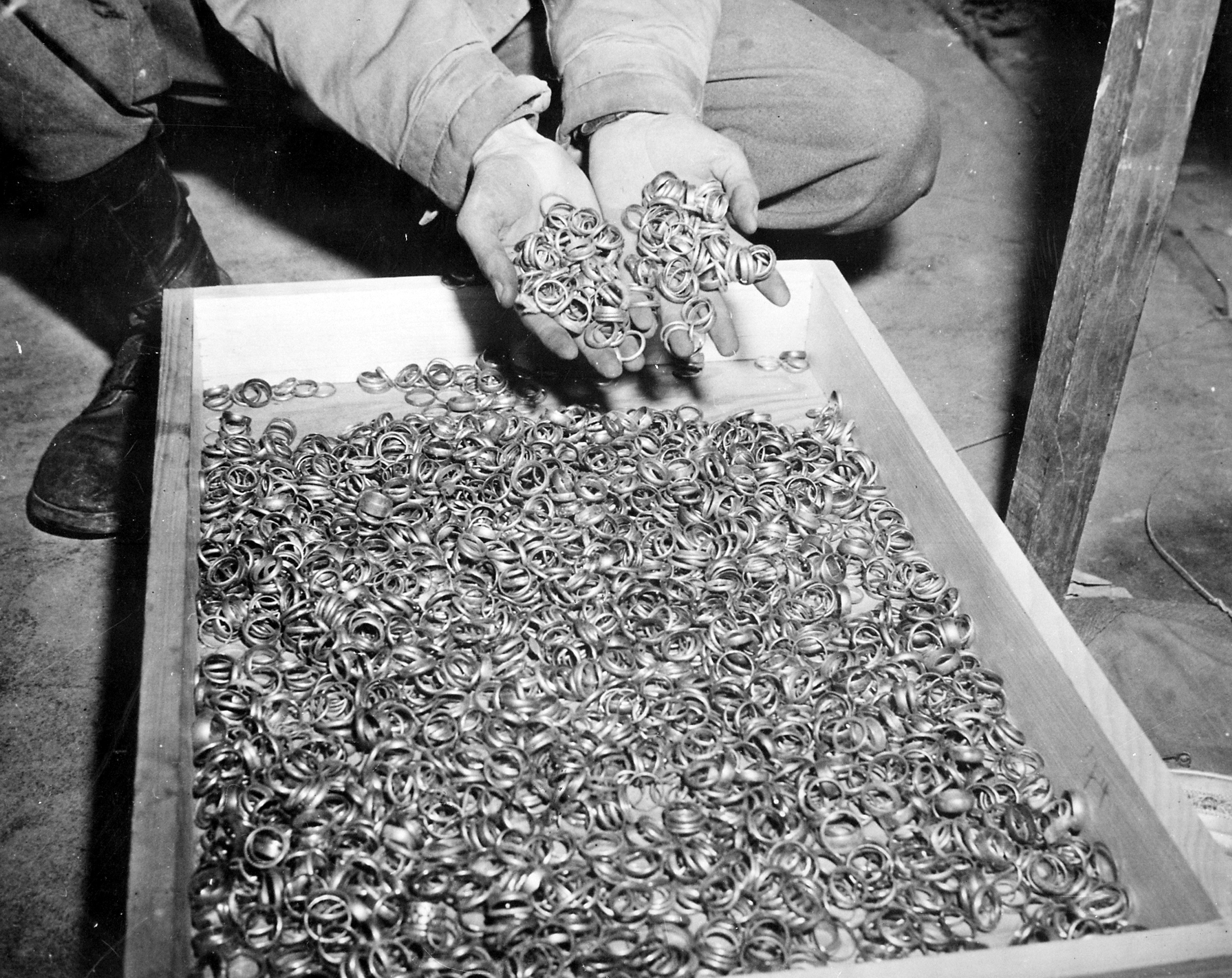
1945年、ナチスが没収したホロコースト犠牲者達の結婚指輪
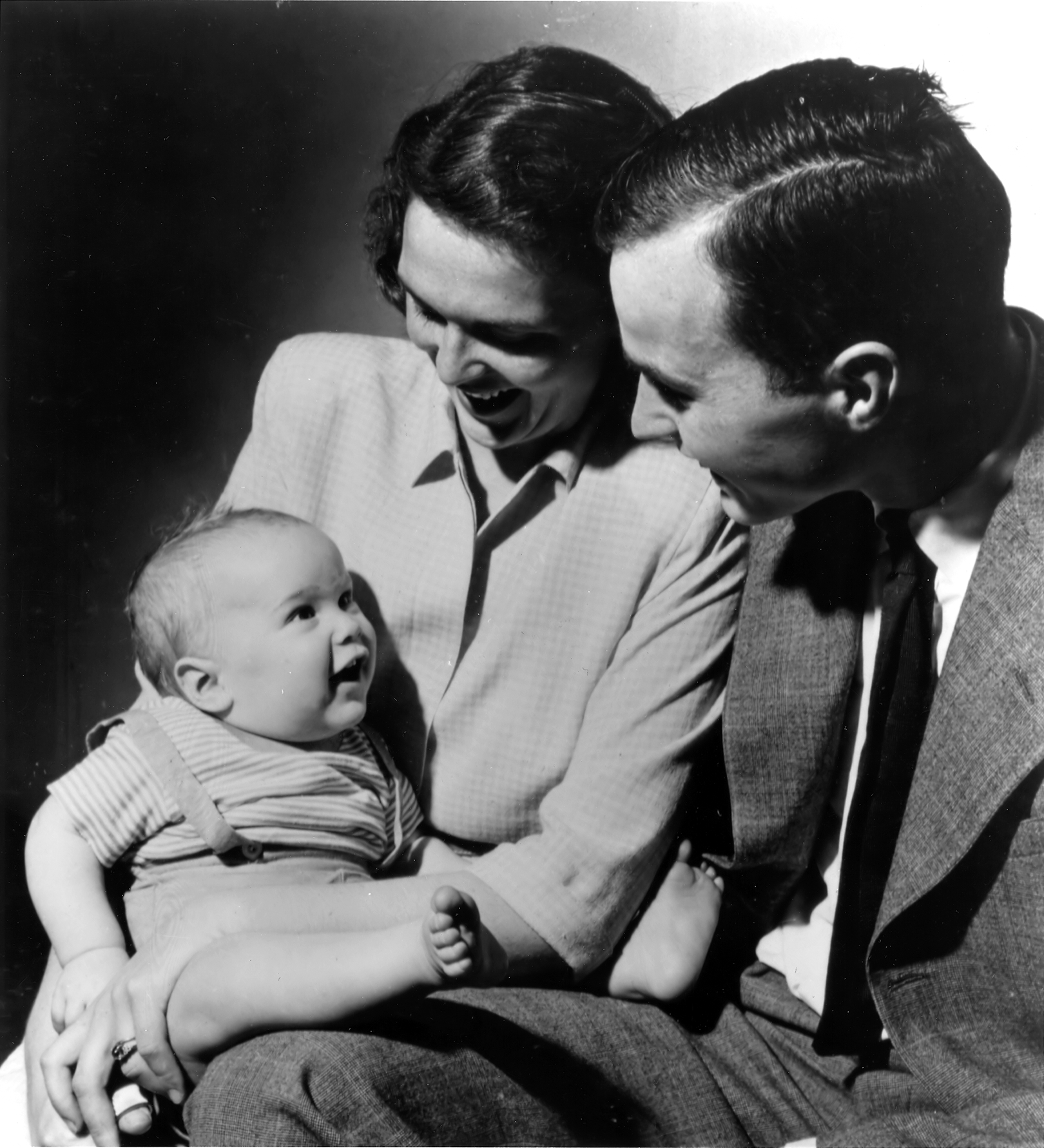
1947年両親に抱かれたＷブッシュ大統領
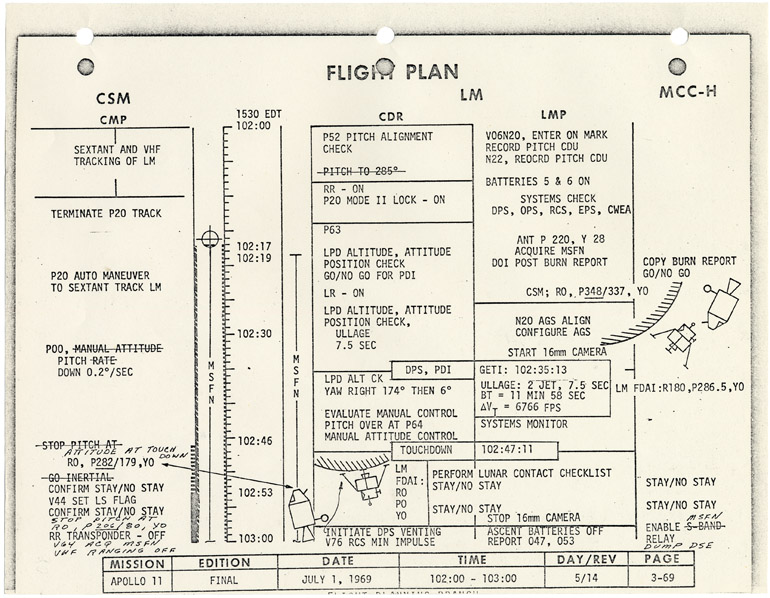
1969年 初の月面着陸をしたアポロ11号の飛行計画書

## 日本とのかかわり
NARAには、機密指定を外され解禁となった太平洋戦争や沖縄統治に関連する書類、また過去から現在までの国際条約、外交文書、議会記録、連邦裁判記録、大統領メモ、国勢調査、破産報告、軍隊記録、特許書類などあらゆる公的資料が保存されている。日本人の研究者やアーキビストはもちろん、エリア51やロズウェル事件の真相をさぐるUFO研究家などにとっても、貴重な資料の宝庫である。
太平洋戦争に関する資料でいえば、真珠湾攻撃の宣戦布告遅延やアメリカ側の事前察知といった疑惑の検証、 開戦前に日本の機械式暗号が解読されていた証拠、原子爆弾投下許可および目標都市の決定理由、スパイ・ゾルゲや東京ローズなど謎に包まれた人物、日本の分割統治計画や極東国際軍事裁判など戦後処理に関する資料などが公開されている。空襲時の航空写真、玉砕や日本人捕虜、GHQ占領下の日本の様子などを写した写真や映像なども大量に保管されている。日本のアーキビスト、作家、新聞・雑誌記者、ドキュメンタリー番組作製者達にとって非常に価値あるものである。
日本の国家機関、大学、地方自治体も、国内外からコツコツと地道に複製資料を集め続け、目録作成およびマイクロフィルムやデジタル化を行っている。NARAで収集し複製された資料も、国立国会図書館、日本地図センター、神奈川県横浜市・横須賀市・相模原市、岡山県立図書館、沖縄県公文書館、沖縄戦関係資料閲覧室などに所蔵されている。北海道大学スラブ研究センター、東京大学、早稲田大学、慶應義塾大学、明治大学、関西大学、広島大学などの図書館にも複製が保管されている。
NARAが所蔵する日本関連資料の例

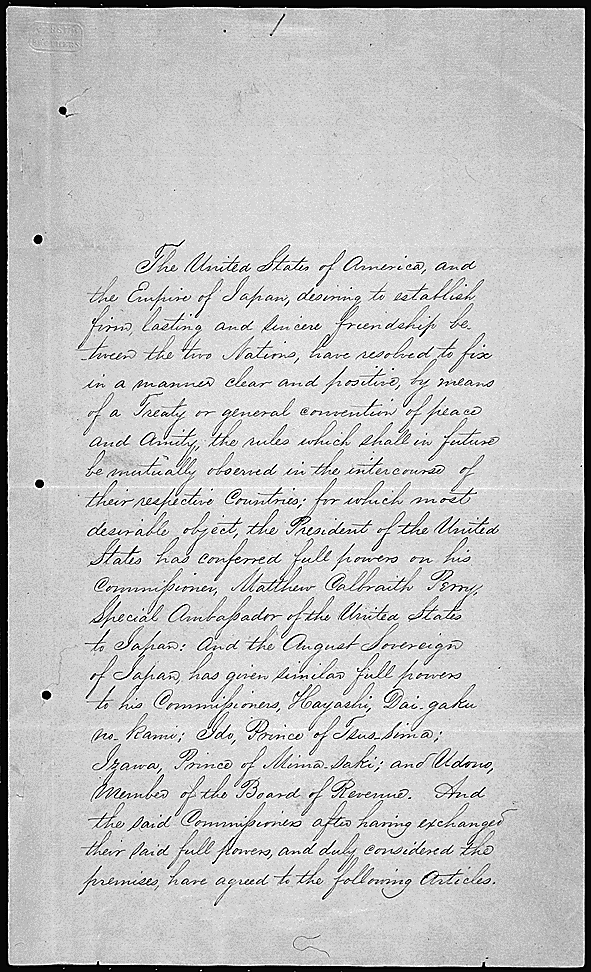
1854年3月31日 ペリーが来航して結んだ日米和親条約文書
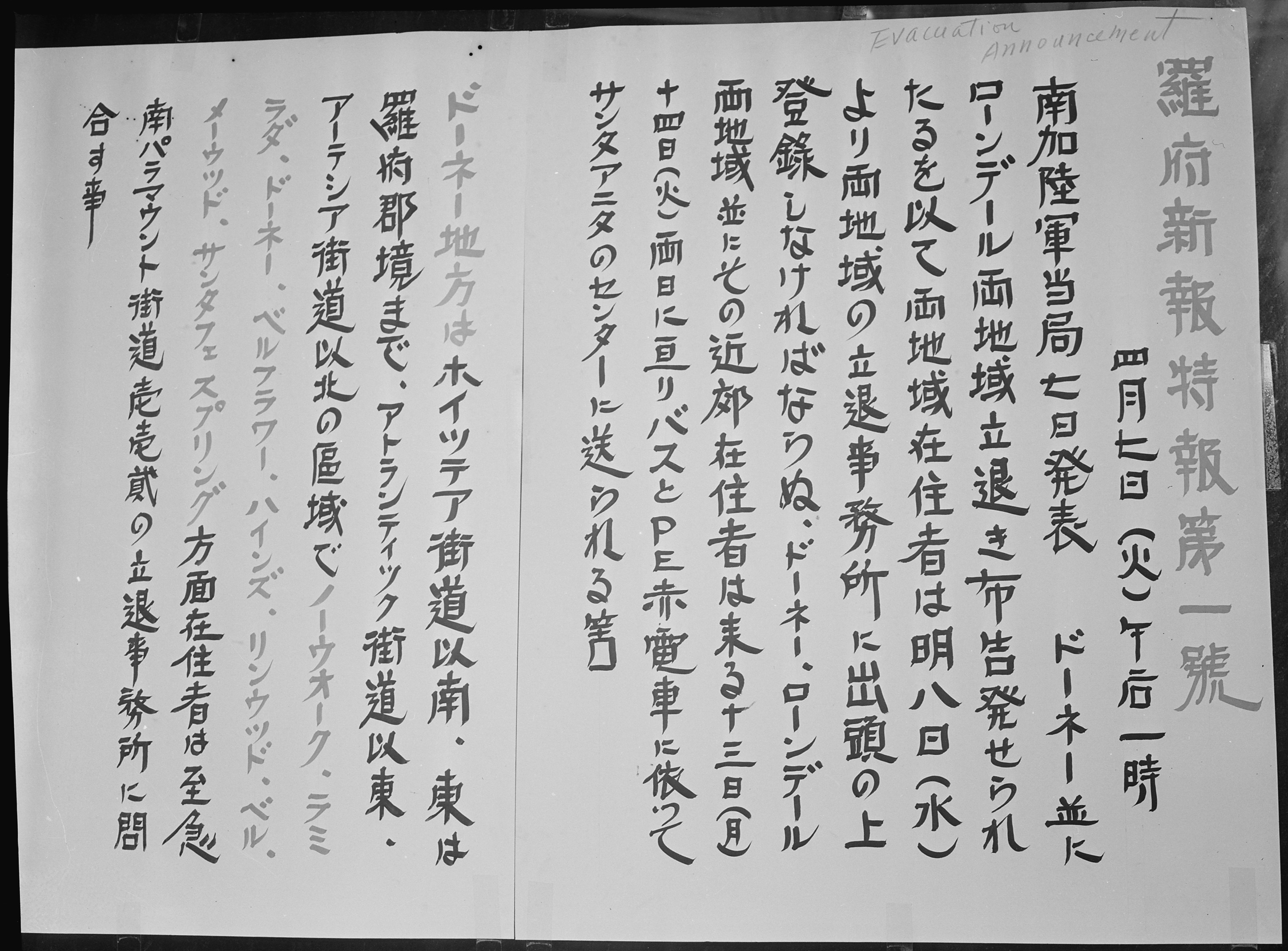
1942年4月11日 ロサンゼルスの日系人に出された立ち退き命令
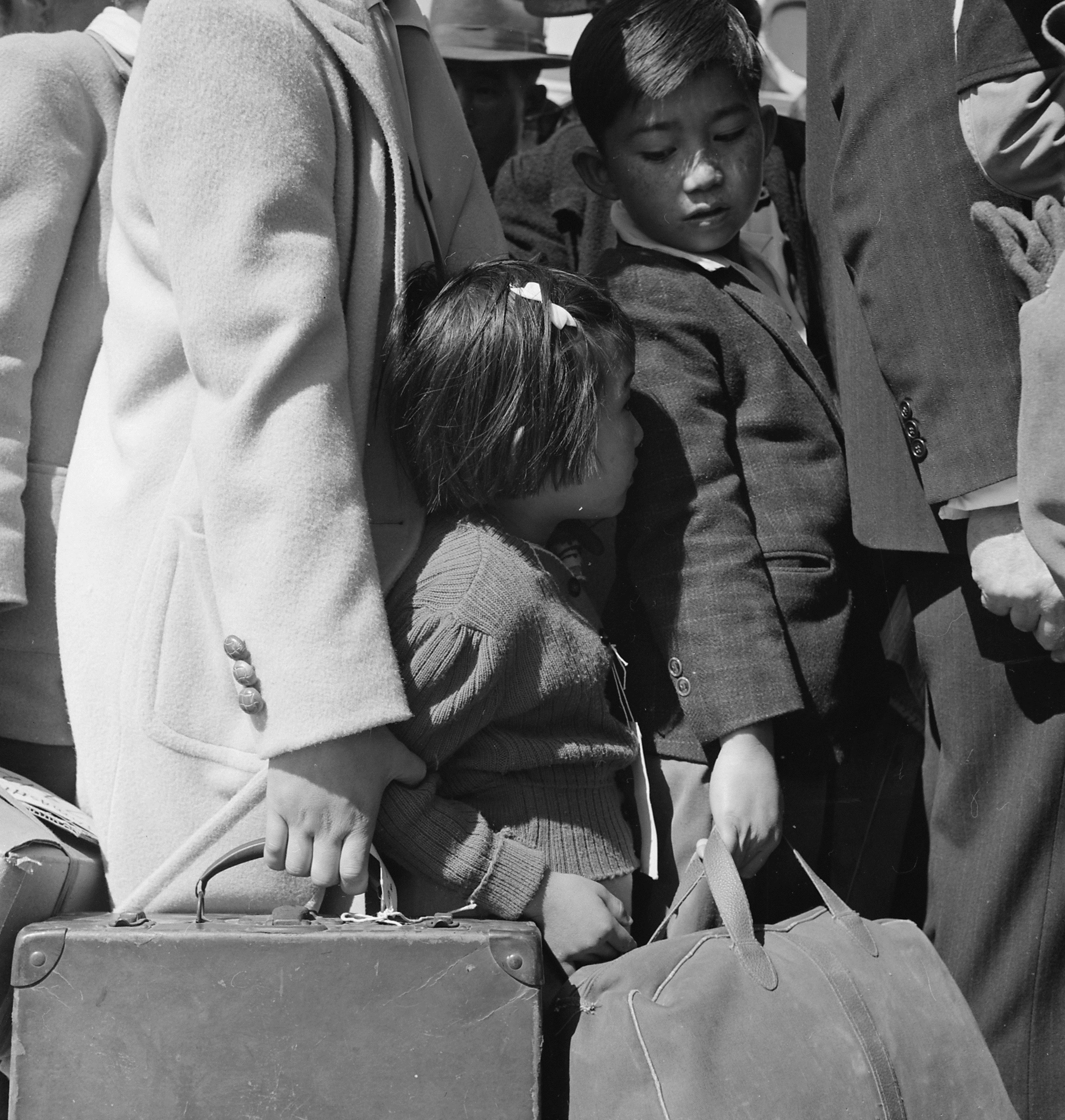
1942年5月2日 収容所行きのバスを待つ日系三世の子ども達
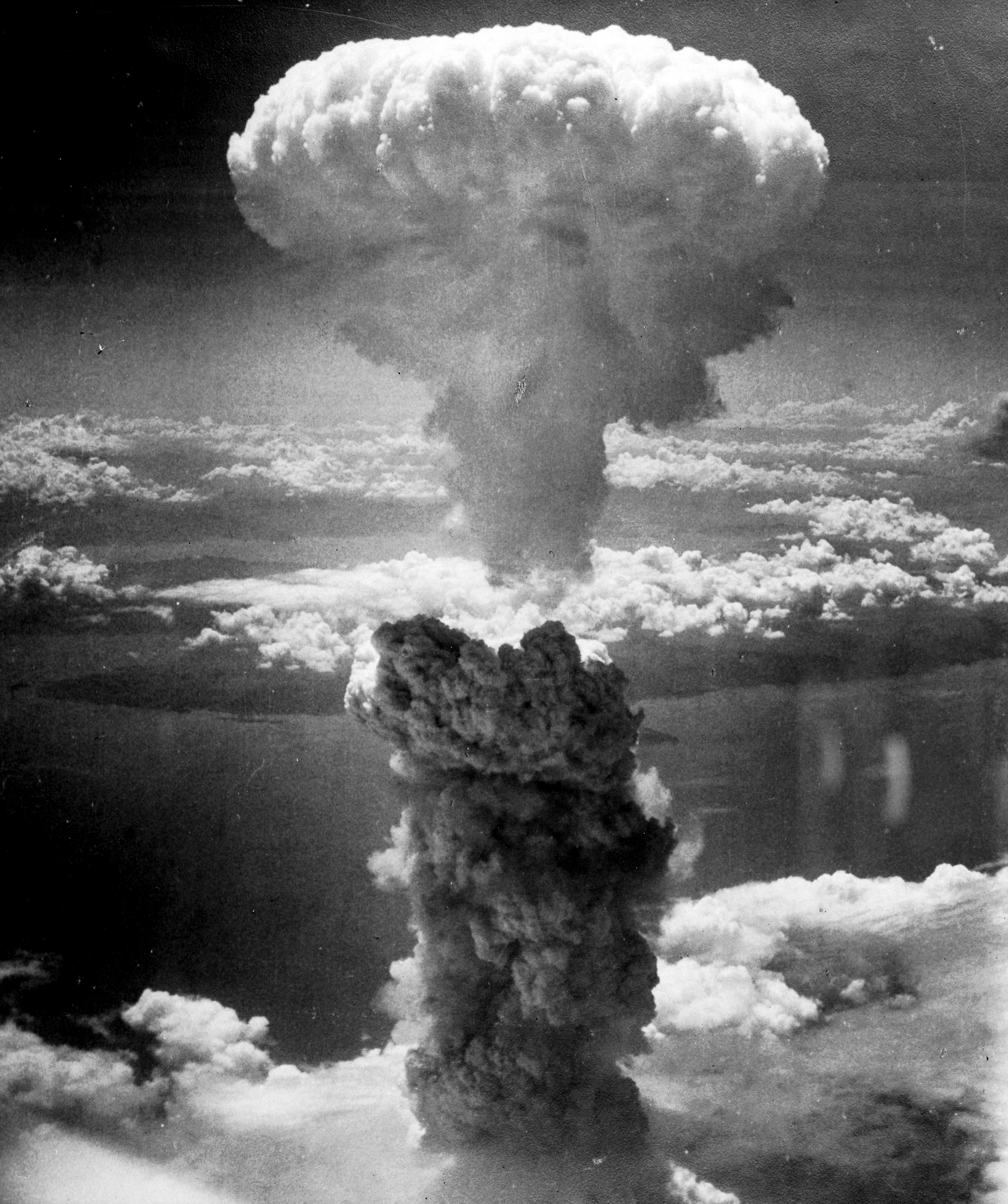
1945年8月9日 長崎 原爆投下部隊のB-29から撮影
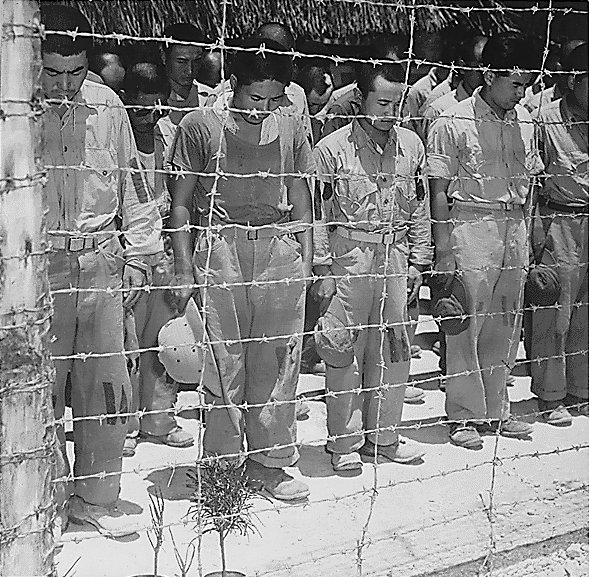
1945年8月15日 玉音放送を聞く日本人捕虜
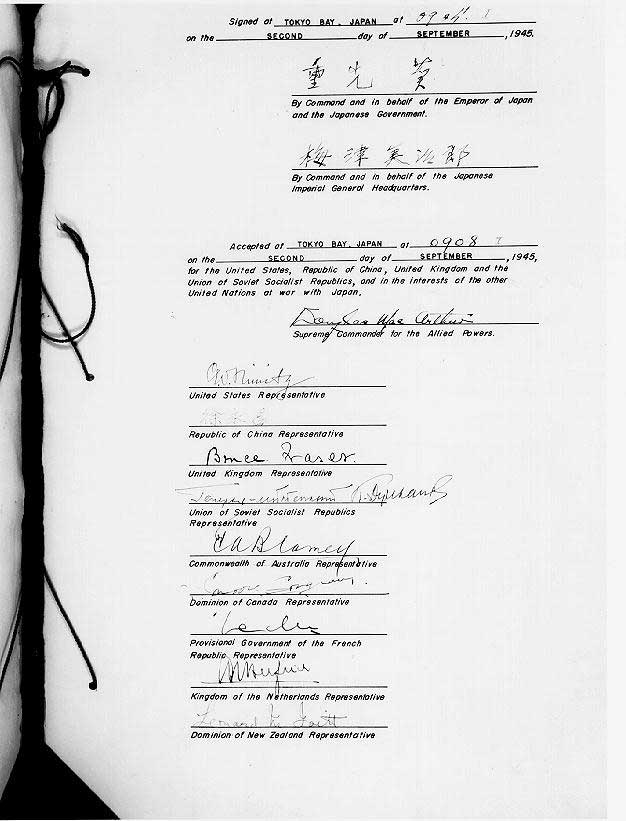
1945年9月2日署名された降伏文書
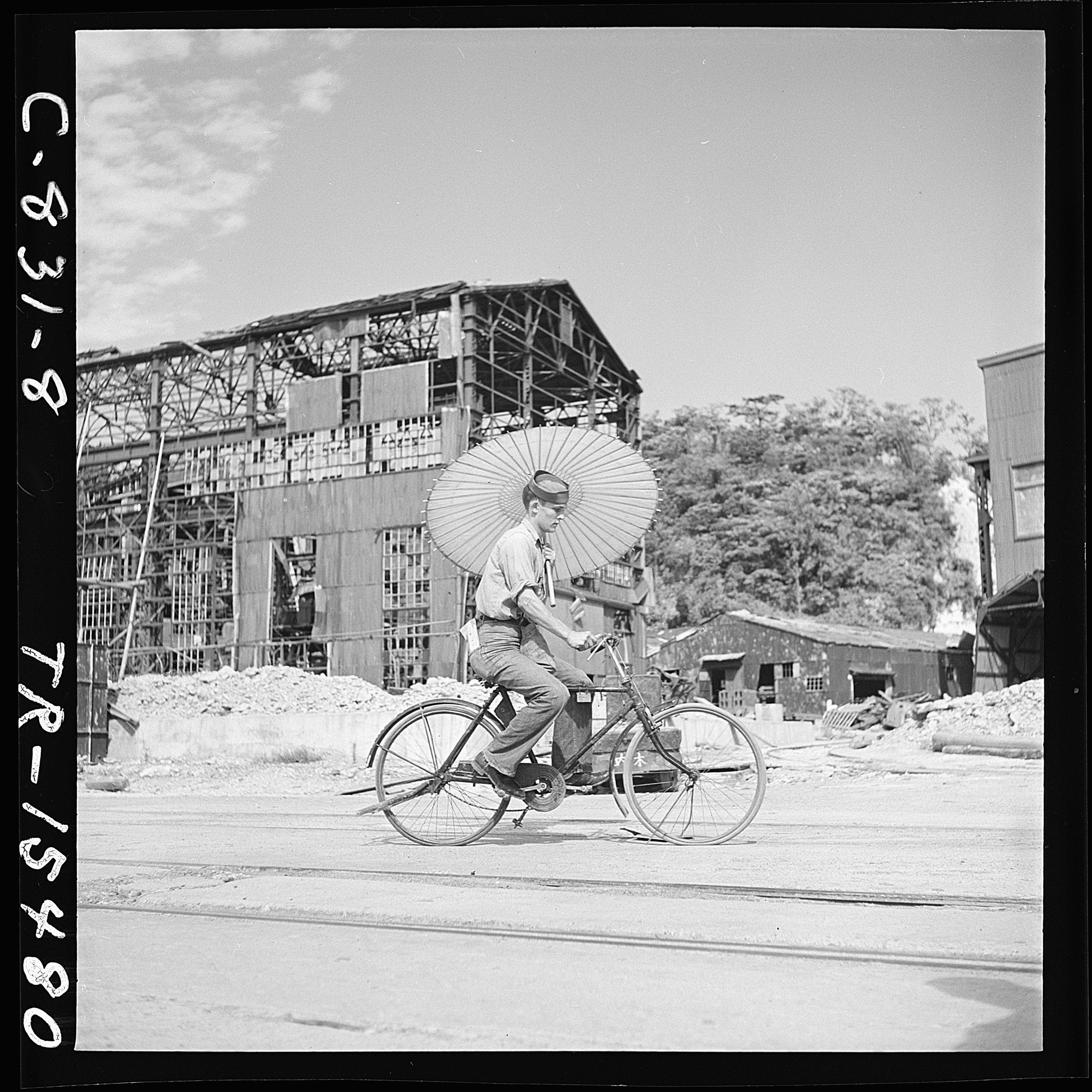
1945年9月 東京 進駐軍の水兵
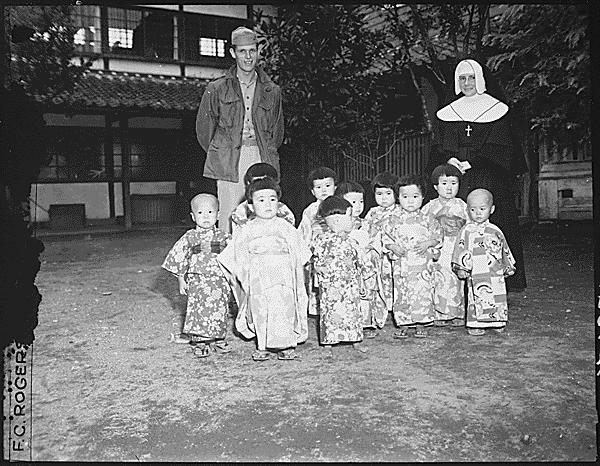
1945年10月25日 熊本県の戦災孤児院

NARAはアメリカ合衆国の公文書館であるから、資料の内容はもちろん戦勝国アメリカ中心である。しかし莫大な資料を丁寧に発掘することで日米史検証の有力な補助資料が発見されることもある。またアメリカから見た日中、日韓、日露関係の資料を得ることもできる。日本の国立公文書館との大きな違いの一つは、機密指定をはずされたものは、大まかに処理されて中性紙製の箱に入った未整理状態でも一般人に閲覧許可される点である。膨大な未整理書類は、限られた時間でNARAを利用する日本人研究者にとっては研究を阻む要因ともなっており、日本関連文書を探してリスト・アップするだけでも大仕事である。
とくにアメリカにとって「負の遺産」となる書類は、整理が後回しになったり、機密指定期間が長かったり、機密指定がはずされても「輝かしい歴史部分」に比べてひっそりと公開される。真珠湾攻撃直前までの在米外交官寺崎英成の行動を連邦捜査局が盗聴・尾行していた記録（寺崎ファイル）、1942年に日本への心理作戦として天皇の扱い方やプロパガンダ工作に言及した「日本プラン」、占領下日本でのプレスコード関連、東條英機の遺書、西山事件で西山が発見した以上の量の密約証拠などが戦後何十年も経って発見されるのはそのためである。2000年12月27日に成立した日本政府情報公開法によって、戦時中の日本に関するアメリカの政府記録がすべて公開されることになった。OSSの極東関係資料なども新たに公開された。

## 施設と展示公開

### 本館（アーカイブス・ワン）

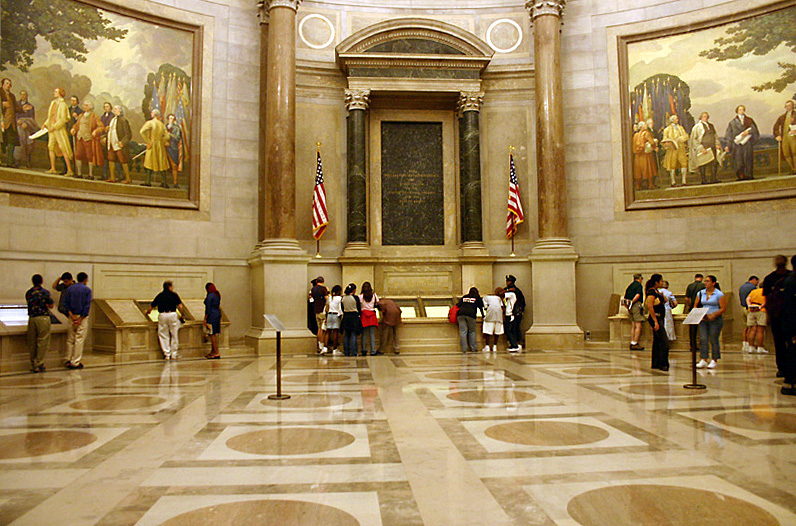
独立宣言、合衆国憲法、権利章典のオリジナル文書展示 (自由憲章ロタンダ)

1935年開館のNARAの建物は、ワシントンD.C.のコンスティテューション通りのナショナル・モールの北側にある。メリーランド州に新館が出来て以来、「アーカイブス I (ワン)」、「アーカイブス・ダウンタウン」などと呼ばれている。展示目的と資料閲覧目的で入り口が分かれている。展示ホールの中心部は自由憲章ロタンダ (the Rotunda for the Charters of Freedom) と言い、アメリカ独立宣言、アメリカ合衆国憲法、権利章典という三つの建国正式文書のオリジナルが一般公開されている。訪問者は自由に展示を見て回ることができるが、館内における写真撮影は禁止されている。他にもルイジアナ買収書類、奴隷解放宣言書、歴史的価値のある写真や古器物などが展示されている。
本館では、家系図作成者が利用する移民・帰化・国勢調査に関する資料、先住民族の記録、独立戦争から米比戦争までの軍事資料、アメリカ連合国や奴隷解放運動の記録、司法や議会関連の書類、年金や不動産記録などを中心に保管している。

### 新館（アーカイブス・ツー）

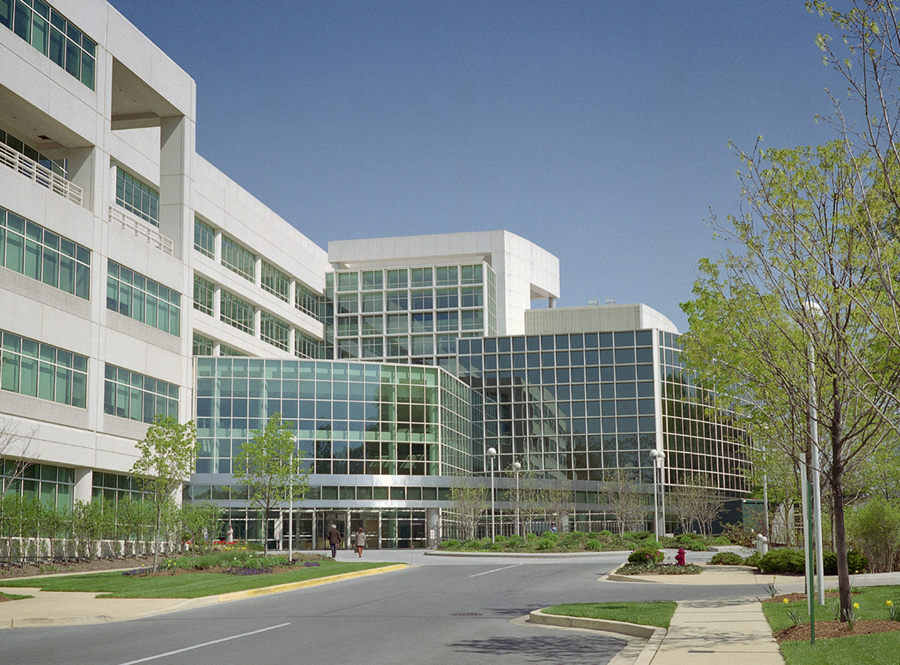
カレッジパークの新館 通称「アーカイブス II」

増え続ける資料でワシントンD.C.の本館が手狭になったため、1994年にメリーランド大学カレッジパーク・キャンパスに隣接する場所に新館が建てられた。NARAとメリーランド大学は協力研究を提携している。ワシントンの本館に対して「アーカイブスII（ツー）」、「アーカイブス・カレッジパーク」と呼ばれる。
新館では、主に第二次大戦以降の軍事資料と映画・ビデオなどのメディア資料を保管しており、歴史研究者が多く訪問する。本館と新館の間を頻繁に無料バスが走っており、NARAの勤務者だけでなく一般訪問者も利用できる。

### その他の資料分館
本館・新館以外にもNARAの資料分館がある。
- ワシントンD.C. - 連邦官報事務局 （英:Office of the Federal Register）
- メリーランド州スートランド - ワシントン国立記録センター (Washington National Records Center)
- ミズーリ州セントルイス - 国立人事記録センター 民間人記録 (英:National Civilian Personnel Records Center )
- ミズーリ州オーバーランド - 国立人事記録センター 軍人記録 (英:National Military Personnel Records Center)

### 地域資料館

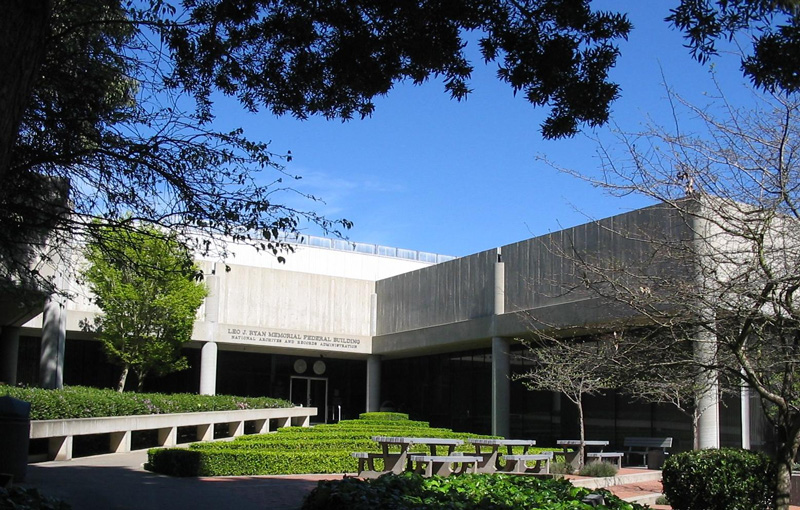
太平洋地区 資料館 サンフランシスコ分館 アジア系移民の資料などがある

- アラスカ州アンカレッジ – 太平洋アラスカ地区
- オハイオ州デイトン - 五大湖地区
- イリノイ州シカゴ - 五大湖地区
- カリフォルニア州ラグーナニゲル - 太平洋地区
- カリフォルニア州リバーサイド - 太平洋地区
- カリフォルニア州サンフランシスコ - 太平洋地区
- コロラド州デンバー - ロッキー山脈地区
- ジョージア州アトランタ - 南東地区
- テキサス州フォートワース - 南西地区
- ニューヨーク州ニューヨーク – 北東地区
- ペンシルベニア州フィラデルフィア市中心部 – 大西洋中部地区
- ペンシルベニア州フィラデルフィア市北東部 – 大西洋中部地区
- マサチューセッツ州ピッツフィールド - 北東地区
- マサチューセッツ州ウォルサム -　北東地区
- ミズーリ州カンザスシティ - 中部平原地区
- ミズーリ州リーズサミット - 中部平原地区
- ワシントン州シアトル - 太平洋アラスカ地区

### 大統領図書館
詳しくは大統領図書館を参照のこと。

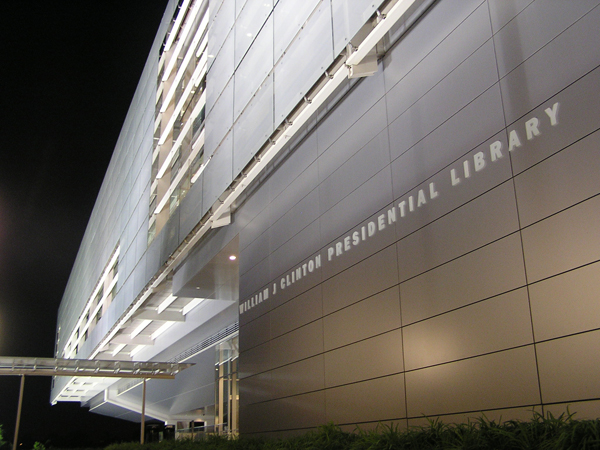
最も新しい図書館、クリントンの大統領センター

- アーカンソー州リトルロック – クリントン大統領図書館 (42代)
- アイオワ州ウェストブランチ – フーヴァー大統領図書館 (31代)
- カリフォルニア州シミバレー – レーガン大統領図書館 (40代)
- カリフォルニア州ヨーバリンダ - ニクソン大統領図書館。一部資料はNARA新館で保管されている。(37代)
- カンザス州アビリーン – アイゼンハワー大統領図書館 (34代)
- ジョージア州アトランタ - カーター大統領図書館 (39代)
- テキサス州オースティン - ジョンソン大統領図書館 (36代)
- テキサス州カレッジステーション - ジョージ・H・W・ブッシュ大統領図書館 (41代)
- ニューヨーク州ハイドパーク - フランクリン・ルーズベルト大統領図書館 (32代)
- マサチューセッツ州ボストン - ケネディ大統領図書館 (35代)
- ミシガン州アナーバー - フォード大統領図書館 (38代)
- ミズーリ州インディペンデンス - トルーマン大統領図書館 (33代)

NARAは31代大統領フーヴァー以降のデータを保存し、大統領図書館に提供している。ただし37代大統領ニクソンのウォーターゲート事件の書類は、大統領個人の記録として図書館に保存される質のものではないとして、2007年7月11日のニクソン大統領図書館の開館まではNARAで保管されていた。フーヴァー以前の5つの大統領図書館（アダムス、リンカーン、ヘイズ、ウィルソン、クーリッジ）は、NARAの管轄下にはない。
原爆投下を許可したトルーマン大統領図書館、沖縄を統治していたトルーマンからニクソンまでの大統領図書館には多くの日本人研究者が訪れている。NARAの施設は無料で利用できるが、大統領図書館は大統領自身や個人の寄付によって建てられ、博物館や墓地を兼ねた施設のため、有料となっている所が多い。また生誕地など大統領ゆかりの地に建てられているので、交通が不便な場合もある。複数の大統領図書館やマッカーサー記念館など全米各地に散らばる施設を渡り歩いて資料を集めるのは時間的にも経済的にも負担が大きい。21世紀に入り、資料のデジタル化とオンライン閲覧に向けて計画を進めている施設が多く、研究者の負担も軽減されるであろう。

### NARA提携施設
- オクラホマ州オクラホマシティ - オクラホマ歴史学会
- ニューメキシコ州サンタフェ - ニューメキシコ州記録センター・アーカイブス
- ニューヨーク州ウェストポイント - 陸軍士官学校 アーカイブス
- ペンシルベニア州ハリスバーグ - ペンシルベニア州アーカイブス　歴史アーカイブス局
- メリーランド州アナポリス - 海軍兵学校 ウィリアム・W・ジェフリーズ記念アーカイブス
- ワイオミング州イエローストーン国立公園 - イエローストーン国立公園アーカイブス
- ワシントンD.C. - アメリカ議会図書館 印刷および写真部門
- ワシントンD.C. - 合衆国政府印刷局
- ワシントンD.C. - アメリカ内務省 国立公園局 HABS（米国歴史建造物調査）部門およびHAER（米国歴史工学記録）部門

## NARAに関わる問題

### 1973年の火災

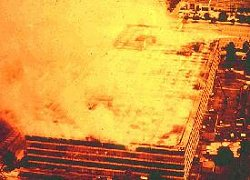
1973年 人事記録センターでの大火災

1973年7月12日にミズーリ州セントルイスにある分館「国立人事記録センター」で起こった火災はNARAに大変なダメージを与えた。軍人の記録を受け持つこのセンターでは1600万から1800万の公式軍人にかかわる書類を火災で失ってしまった。
被害に遭った記録は次のようなものである。
- 1912年11月1日から1960年1月1日までに除隊したアメリカ陸軍の軍人の記録の80%
- 1947年9月25日から1964年1月1日までに除隊したアメリカ空軍のうちアルファベット順でHubbard, James E.以降に名前が来る軍人の記録の75%
- 1964年までに最終除隊を終えたアメリカ陸軍の予備軍人の記録の一部
- アメリカ海軍、アメリカ沿岸警備隊、アメリカ海兵隊の記録のうち、ファイルから抜き出されて火災の被害を受けた場所に置かれていた少数の記録

火災は人事記録センタービルの6階を全焼した。被害の跡は2004年現在でも見ることができる。火事の原因ははっきりわかっていない。1975年の調査では、被害を受けた階から火災が始まり、非常に高温で、まったく換気がなかったかごく僅かであったということが判明した。6階の気圧が一定まで高まり、密閉されたスペースの高温条件と重なり、もろくて乾いた書類が自然発火したのではないかと推測されている。しかし同時に、火事の原因が直接の放火でないにしても、いくつかのゴミ箱に入っていた煙草の燃えカスが原因ではないと言い切れるほどの調査結果も出ていない。
1974年に火災で損失を受けた軍隊記録を復元しようと大変な復旧努力が始まった。完全に失ったと思われた軍の記録も、大部分は入隊日・除隊日・軍隊活動の内容・最終の階級といった基本的な情報を再び集めることができた。兵役経験者を対象にした優遇措置を受ける際などには兵役証明書が必要だが、NARAではそのような書類の発行申請があった時には俸給明細や治療カルテなど他の公文書を用いて証明書を発行できるようになっている。

### 1999年以降の再分類計画
アメリカ合衆国インテリジェンス・コミュニティーが進めている再分類計画 (reclassfication program) とは、NARA所蔵のアメリカ外交・軍事政策に関連する文書を再分類すること、とくに機密解除された資料を再び機密扱いにして非公開にする計画を指す。
2006年2月、情報自由法を理念の一つとする非営利団体のアメリカ国家安全保障アーカイブは、1999年のクリントン政権下から隠密で始まり、911テロ後にジョージ・W・ブッシュによって一段と加速して歴史資料の再分類計画 が行われていることを暴露した。アメリカ国家安全保障アーカイブによれば、2006年2月時点で、5万5000ページ以上が再び非公開になっており、50年以上経つ記録も含まれているという。
事の起こりは、2005年12月から翌年1月にかけてマシュー・エイドという情報史の研究者が以前は閲覧・複製できていた15の資料が非公開になっていることを発見し、NARAに意見書を提出したことにある。それに注目した研究者や団体がNARA管轄の情報安全保障監督局による介入調査を要求し、同監督局はインテリジェンス・コミュニティーがどのような資料を非公開要求としているか監査した。その結果、1995年以降に公開された資料のうち少なくとも25,315個の記録が回収されており、その約40%は審査する機関の許可なく勝手に機密が外されたもの、残り60%は他の関係機関と公開について審査するべき資料であることが判明した。1,353のサンプル資料を抽出して調べたところ64%がまだ機密を外すべきでない資料であったが、24%は機密扱いの必要がない資料、残り12%は判断が難しいものであった。
CIAなどの政府機関が大量の書類を通告なしに回収して非公開にした手順には手落ちがあった。しかし再分類・非公開化はマス・メディアがセンセーショナルに報道するほどの「極秘下の計画」ではない。クリントン、ブッシュ両大統領は「国家安全にかかわる情報は公開を請求されても書類作成省庁が拒否するよう大統領に提案できる」（クリントン）「国家の安全のために一部の情報を非公開にすることがある」（ブッシュ）などと行政命令で明文化している。
再分類の対象となっている資料はすべてクリントン政権下で機密解除されたものである。これは1995年に同大統領が発令した行政命令第12958号が発端となり、大量の政府資料が審査不十分のまま、資料作成から一定時間が経ったという理由のみで自動的に機密を外して一般公開されたためである。核兵器情報などの漏洩の恐れがあり、クリントン自身が1999年に13142号でこの命令を改正し、資料の内容を再検討して国家安全を脅かす可能性のある資料は再び非公開することになった。政権を引き継いだブッシュ大統領は911同時多発テロを経験し、国家安全に関わる情報公開には非常に敏感になっており、13142号を改正した13292号を発令。軍事計画、兵器システム、他国政府情報、暗号、情報活動、外交政策とその情報源、国家間テロ防衛を含む国家安全にかかわる科学・テクノロジー・経済、核物質や核施設、国家安全にかかわるシステム・インフラストラクチャー・施設・計画の弱点や能力、大量破壊兵器などに関する情報を機密カテゴリーとし、機密解除についても更に厳しい基準を設けた。
再分類問題の原因が政府全体で統一された非公開の基準がないこと、十分に審査の時間を取らなかったことであるというのはNARAも認めている。しかし国民が懸念するのは、非公開化は純粋に国家安全や生存する個人のプライバシーを守るためだけでなく、各政府機関の失態や陰謀の証拠書類も国民の目に触れないまま永遠に封印されてしまうのではないかという点にある。
研究者の間では、一度公開されたものが非公開されたことによって生まれる不公平感や焦りがある。公開中に複製資料を手に入れることのできた運の良い研究者は、その資料を用いて新たな論文を執筆できるが、その他の研究者は非公開になってしまった1999年以降、閲覧請求が通らねばその資料に触れることができないからである。

### 情報公開と国家安全と個人プライバシー
比較的情報公開が進んでおり、情報公開を望む市民団体の活動も活発であるアメリカ合衆国であっても、ことNARA所蔵の政府情報は、無料で万人に閲覧され、近年はインターネットで世界中の人間が入手可能であることから、国家の安全や個人のプライバシーを考えて公開には慎重になっている。特に911同時多発テロ後はその傾向が強くなっている。
NARA公開審査部門の法務顧問ゲーリー・スターンによると、NARAでは国民の知る権利と個人のプライバシーのバランスを常に考えている。既に死亡した人間であっても遺族のことを考えて一部公開を控えることもある。また特定できる人物に対して悪口、苦情、品格を落とす下世話な事柄などが含まれている資料も公開を控えている。NARAではテロの脅威がある現在、作成からたとえ何十年経った資料であっても、原子力発電所・ダム・橋・ビルなどの設計書や、兵器開発の研究書類や開発研究者リスト、また9/11調査委員会の資料などは要注意の書類で、簡単に公開すべきでないとしている。一つ一つを見れば公開しても問題がないように思える資料も、大量に収集して組み立てれば容易に全体像が推測できることがある。トム・クランシーが書く小説の軍事戦略やテクノロジーが非常にリアルであるのは、「情報は探せばある。非公開のものも、公開されているものを分析して点をつないでいけば浮かび上がってくる」からだ、と本人も公言している。
物理的な理由で非公開になることもある。NARAは慢性的な人手不足で膨大な資料を扱っているため、たとえば複写して国家情報やプライバシー侵害部分のみをいちいち塗りつぶして公開するというような手間はかけていられないため、問題のある箇所があれば文書全体を機密扱いにしてしまうこともある。電子的に塗りつぶすことも技術的には可能だが、ハッキングされる恐れを考えると電子マーキングに踏み切れないという。
NARAは議会や大統領からの要請があれば、特定の資料を最優先して公開に向けた審査をしなければならない。例えば、1992年にはハリウッド映画『JFK』のために議会が「ケネディ大統領暗殺記録収集法」法令を作り、迅速に資料収集・機密あるいは公開扱いを決定してNARAに保管することを命じた。しかし情報公開を急ぐあまり、NARA所蔵資料全体から見た各資料の関連付けや、シリーズとしての系統的な整理がきちんと行えないまま公開することになり、NARAのアーキビスト達にとって不本意な状態となっている。

### 電子記録の保存
かつては手書きメモだった公文書が、近年は電子文書（電子メールや添付ファイル）で済まされている。電子文書も立派な公文書であるからNARAには収集・保存する義務があるが、莫大なメールをいちいち保存・印刷する人間はいない。2006年、電子メールを自動的に保存するシステムがあるのはホワイトハウスだけだったが、法律が制定され、紙とは異なる媒体（電子書類）も紙の書類同様の保存・廃棄基準の対象となることに決まり、電子記録アーカイブスの構築が始まった。